# Rehabilitación (salud)
En las ciencias de la salud, la rehabilitación se define, según la Organización Mundial de la Salud, como «el conjunto de medidas sociales, educativas y profesionales destinadas a restituir al sujeto en situación de discapacidad la mayor capacidad e independencia posibles» y como parte de la asistencia médica encargada de desarrollar las capacidades funcionales y psicológicas del individuo y activar sus mecanismos de compensación, a fin de permitirle llevar una existencia autónoma y dinámica. El objetivo se mide en parámetros funcionales, en el restablecimiento de su movilidad, cuidado personal, habilidad manual y comunicación.
A partir de que en el año 2000 la OMS introdujera la Clasificación Internacional del Funcionamiento, de la Discapacidad y la Salud (CIF-2000), el funcionamiento y la discapacidad de una persona se conciben como una interacción dinámica entre los estados de salud y los factores contextuales, tanto personales como ambientales, lo que implica la participación activa de la persona a la que concierne su propia rehabilitación y el deber de la sociedad con las personas discapacitadas, englobando todas las medidas destinadas a prevenir o a reducir al mínimo inevitable las consecuencias funcionales, físicas, psíquicas, sociales y económicas de las enfermedades y cuantas situaciones originen discapacidad transitoria o indefinida.

## Definición
Siendo la rehabilitación una palabra muy amplia es normal que incluya varias especialidades, entre las cuales se pueden mencionar la fisioterapia, terapia ocupacional, medicina física y rehabilitación, que son especialidades médicas a la que concierne el diagnóstico, evaluación, prevención y tratamiento de la incapacidad encaminados a facilitar, mantener o devolver el mayor grado de capacidad funcional e independencia posibles. Además, se considera también la rama sanitaria de la logopedia para la rehabilitación de las alteraciones que afecten a la voz, habla, comunicación, lenguaje y deglución.

## Fundamentos y competencias
El nivel y competencias de los profesionales espacializados en distisntas ramas de la rehabilitación se caracterizan por:
- Una aproximación biopsicosocial hacia personas de todas las edades, con lesiones agudas o crónicas o con discapacidad permanente o transitoria. Sus actividades se centran fundamentalmente, en las enfermedades y problemas que afectan a los sistemas musculoesquelético, neurológico, cardíaco y vascular, respiratorio y endocrino, abordando asimismo disfunciones urogenitales, por dolor y cáncer, por quemaduras, trasplantes y amputaciones.
- La rehabilitación previene y trata la aparición de disfunciones secundarias a problemas congénitos y adquiridos, agudos y crónicos, en personas de todas las edades y tiene una connotación propia en la evaluación del daño corporal y la valoración y tratamiento de la discapacidad, favoreciendo la integración social del discapacitado en la comunidad.